# Haifameira archibenthoica
Haifameira archibenthoica är en kräftdjursart som beskrevs av Por 1964. Haifameira archibenthoica ingår i släktet Haifameira och familjen Ameiridae. Inga underarter finns listade i Catalogue of Life.